# Tsambouna

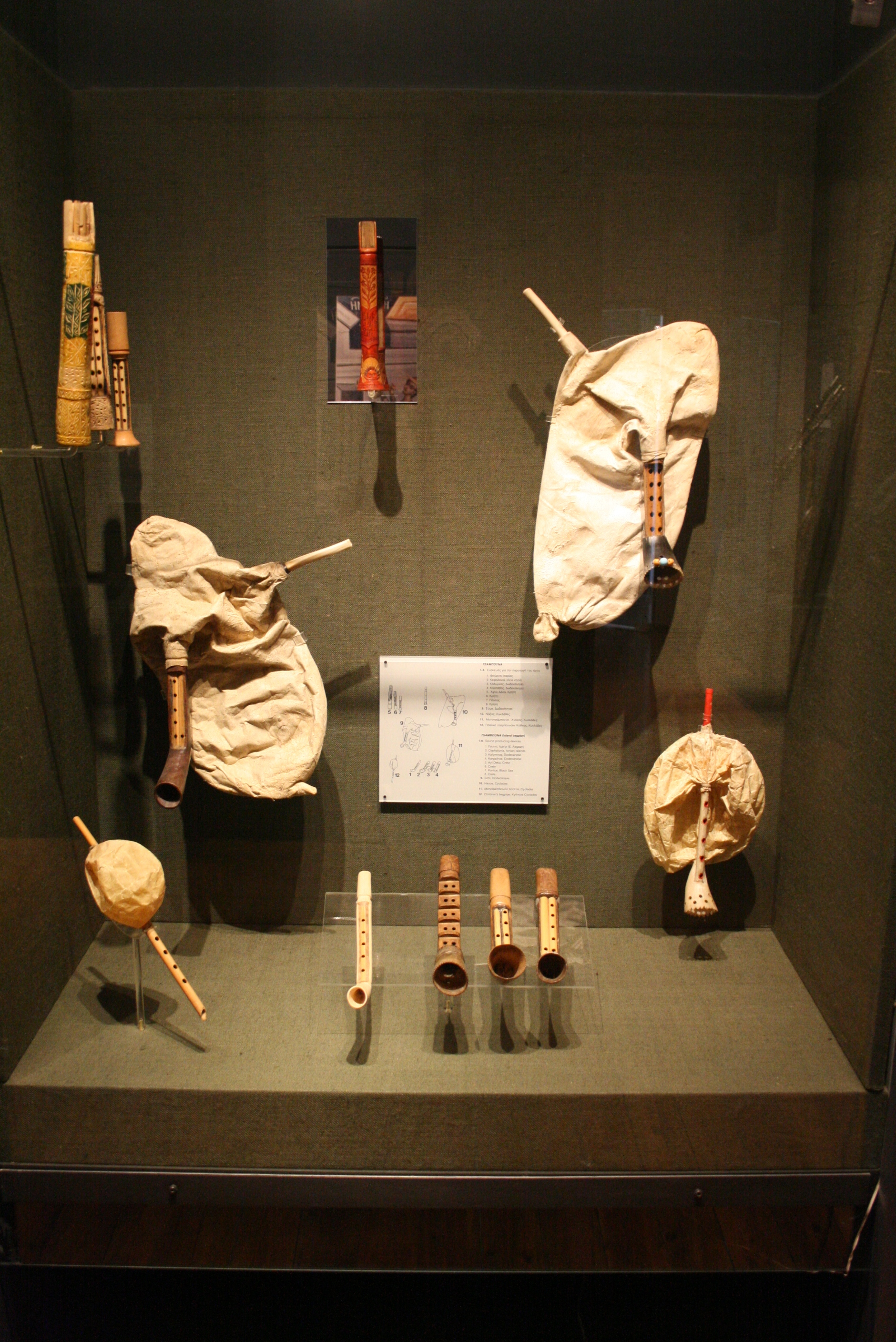
Tsambouna von den Kykladen und dem Dodekanes (Museo Ellinikon Laikon Musikon Organon, Athen)

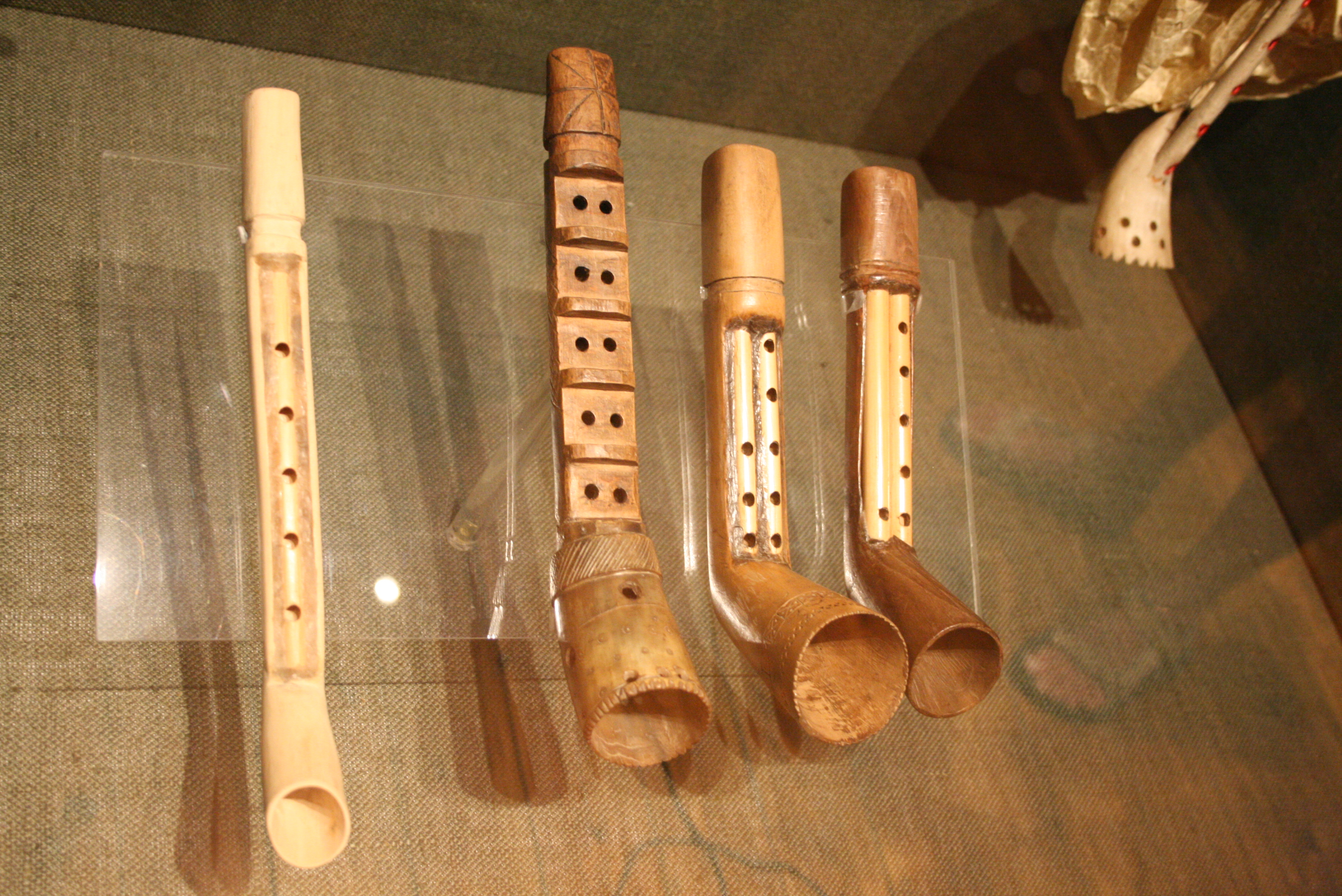
Ausschnitt: Melodiepfeifen (von links nach rechts: Ikaria, Kefalonia, Kalymnos, Karpathos)

Tsambouna (griechisch Τσαμπούνα), auch tsampouna, tsampounofylaka, askomadoùra oder touloum (vgl. tulum), ist eine Sackpfeife, die hauptsächlich auf den griechischen Inseln, bei Griechen mit Herkunft aus der Schwarzmeerregion (Pontosgriechen) und vereinzelt auf dem Festland verbreitet ist. Anders als die vor allem in Thrakien und Makedonien verbreitete gaida hat sie kein Bordunrohr.

## Bauform
Die tsambouna wird aus lokal verfügbaren Naturmaterialien vom Spieler selbst oder von einem darauf spezialisierten Dorfbewohner hergestellt. Als Luftreservoir dient ein Schaf- oder Ziegenfell, das umgewendet wird.
Die gedoppelten Spielrohre von ca. 25 cm Länge bestehen aus Olivenholz, Schilf oder Bein. Die Tonerzeugung erfolgt über zwei Einfachrohrblätter, die mit einem Rohrblatthalter in die Spielpfeifen eingesetzt werden. Eines der beiden Spielrohre hat fünf, das andere, je nach Herkunft, ein bis fünf Grifflöcher (5 + 5 auf den Kykladen und auf Kreta, 5 + 3 auf Kalymnos und Astypalea, 5 + 1 auf Patmos, Samos, Chios und Ikaria). Alle drei Varianten haben einen Tonumfang von sechs diatonischen Noten.
Das Anblasrohr aus Holz oder Rohr ist zylindrisch oder konisch gebohrt und 12 cm lang. Verzierungen können geschnitzt oder mit einem heißen Eisen eingebrannt werden.

## Spielweise
Wegen ihres geringen Tonumfanges hat die tsambouna ein eigenes begrenztes Repertoire. Der Luftstrom aus dem Balg kann – wie bei allen Sackpfeifen – kaum variiert werden und spielt bei der Akzentuierung der Melodie eine untergeordnete Rolle.
Die Tonleiter ist diatonisch. Da die tsambouna nicht von professionellen Instrumentenbauern hergestellt wird, hat jedes Instrument seine eigene Stimmung. Das bereitet Schwierigkeiten beim Zusammenspiel mit anderen Instrumenten. Meist wird die tsambouna nur von einer Trommel, der daoulaki, einer kleineren Variante der griechischen daouli (in der Türkei davul), begleitet. Auf den Inseln des Dodekanes, insbesondere auf Karpathos spielen lyra und tsambouna die Melodie, begleitet von der Laute laouto.
Um die Melodie rhythmisch zu gestalten, werden Vorschläge und Triller ausgeführt. Die Grifflöcher der parallelen Spielpfeifen werden jeweils von demselben Finger abgedeckt. Da die beiden Spielrohre nicht völlig identisch gestimmt sind, entstehen Schwebungen, die den Ton verstärken und die für die tsambouna charakteristisch sind. 
Dieses Schwebungsprinzip (auch Schwebungsdiafonie) ist eine besondere Form der Mehrstimmigkeit auf dem Balkan, wie sie zum Beispiel in Südalbanien als Iso-Polyphonie bekannt ist. Nur auf der Insel Karpathos gibt es einen zweistimmigen diafonen Gesang der Frauen, der sich aus der Nachahmung der tsambouna-Doppelpfeifen entwickelt hat. Ähnliche schwebende Klänge produzieren die dalmatinische Doppelflöte dvojnice (auch als diple bezeichnet) und das Balkan-Doppelrohrblattinstrument sopila.
Die tsambouna wird zur Wiedergabe von traditioneller Musik der Hirtengemeinschaften verwendet. Aufgrund ihres durchdringenden Klangs eignet sie sich gut, um im Freien zum Tanz aufzuspielen. Das Fortbestehen des Instruments ist heute gefährdet, da sein Klang und Repertoire nicht den modernen Hörgewohnheiten entspricht und sein Tonumfang gering ist.

## Verwandte Instrumente
Tulum, Diple, Żaqq, Mezwed, Boha, ohne Luftsack: Alboka

## Diskografie
- Bagpipes of Greece. Aufnahmen und Kommentar Wolf Dietrich. Topic Records, London 2005 (TSCD930), Titel 15–22, 25–28